# 大崎史郎
大崎 史郎（おおさき しろう、1900年1月2日 - 1967年11月）は、日本の俳優である。本名は大崎 友三郎（おおさき ともさぶろう）。サイレント映画の現代劇からキャリアを始め、トーキーのころに時代劇に転向した。

## 来歴・人物
1900年（明治33年）1月2日、京都市上京区相国寺西門前町に生まれる。京都中学を卒業し、中山美術研究所で美術を学んだ後、1923年（大正12年）からは舞台俳優をめざし、「京都宗教演戯社」や「京都童話劇協会」といった演劇の会に入って、地方を巡業し、舞台に立った。
1925年（大正14年）3月、日活大将軍撮影所の現代劇部に入社、同年9月には三枝源次郎監督の『愛児の行衛』、楠山律監督の『娘の行商』に出演してデビュー、翌月10月15日公開の三枝監督の『美人征服』では主役に抜擢されている。その後はユーモラスな演技で準主役級や脇役をつづける。
1929年（昭和4年）の撮影所の移転で太秦に移り、1934年（昭和9年）の現代劇部の多摩川撮影所（のちの角川大映撮影所）移転で多摩川に移るが、同年秋には京都に戻ってきて、時代劇に転向する。多摩川にいたわずかの間に、曾我廼家五九郎の浅草公園六区「金龍館」での芝居に出演している（同年6月）。
1942年（昭和17年）、戦時の合併を期に、永年暮らし、70本を超える作品に出演した同社を退社、第二次世界大戦後は大映京都撮影所に復帰した。1953年（昭和28年）には溝口健二監督の『雨月物語』に出演している。1960年（昭和35年）からは東映京都撮影所に所属した。
1962年（昭和37年）10月の東京宝塚劇場での長谷川一夫主演、北条秀司作の『西陣息子』では、長谷川とその兄役の松本幸四郎 (8代目)、妹役の中村扇雀 (2代目)の父親役に大抜擢された。
1967年（昭和42年）11月に死去した。67歳没。

## おもな出演作
- 愛児の行衛　1925年　監督三枝源次郎、主演斎藤達雄　※日活大将軍撮影所、映画デビュー
- 娘の行商　1925年　監督楠山律、主演梅村蓉子
- 美人征服　1925年　監督三枝源次郎　※主演
- 日本嬢 (ミスニッポン)　1931年　監督内田吐夢、主演入江たか子
- 関の弥太ッぺ　1935年　監督稲垣浩・山中貞雄、原作長谷川伸、主演大河内伝次郎　※日活京都撮影所
- 忠臣蔵 地の巻　1938年　監督池田富保、主演阪東妻三郎、嵐寛寿郎、片岡千恵蔵
- 忠臣蔵 天の巻　1938年　監督マキノ正博、主演阪東妻三郎、嵐寛寿郎、片岡千恵蔵
- 鴛鴦歌合戦　1939年　監督マキノ正博、主演片岡千恵蔵、市川春代
- 雨月物語　1953年　監督溝口健二、主演京マチ子　※大映京都撮影所
- 近松物語　1953年　監督溝口健二、主演長谷川一夫
- 次郎長血笑記 殴り込み道中　1960年　監督工藤栄一、主演黒川弥太郎　※東映京都撮影所
- 宮本武蔵　1961年　監督内田吐夢、主演中村錦之助
- 恋や恋なすな恋　1961年　監督内田吐夢、主演大川橋蔵

## 註
1. 1 2 3 4  『日本映画俳優全集・男優編』（キネマ旬報社、1979年）の「大崎史郎」の項（p.102）を参照。同項執筆は岡部龍・奥田久司。